# Отто Пертік
Отто Пертік (угор. Pertik Ottó; 11 грудня 1852 — 27 лютого 1913) — угорський лікар, патолог, професор та член-кореспондент Угорської академії наук (1899).
Отто Пертік народився 11 грудня 1852 року в Пешті. Помер 27 лютого 1913 року в Будапешті.
Навчався в університеті в Будапешті і отримав диплом у 1876 році. Незабаром він працював і набував досвіду в Парижі та Страсбурзі. Повернувшись додому в 1885 році, його призначили до лікарні в Будапешті, де він викладав у Будапештському університеті. З 1891 року очолив медичний інститут, де займався інфекційними хворобами.